# Ordre No. 95807
|  | Denne artikel er oprettet af botten PalnaBot ud fra en ekstern database. Den kan derfor have sproglige fejl eller mangler. Denne skabelon kan fjernes efter kontrol af indholdet. |

Ordre No. 95807 er en dokumentarfilm fra 1942 instrueret af Theodor Christensen efter eget manuskript.

## Handling
En skildring af, hvordan F.L. Smith & Co arbejder, når de hjælper med til at åbne nye cementfabrikker.